# 2022년 상투메 프린시페 쿠데타 미수
2022년 상투메 프린시페 쿠데타 미수(포르투갈어: Tentativa de golpe de Estado em São Tomé e Príncipe em 2022, 영어: 2022 São Tomé and Príncipe coup d'état attempt)는 2022년 11월 24일~25일 상투메 프린시페에서 일어난 쿠데타 미수 사건이다.
파트리스 트로보아다 총리는 25일 기자회견을 통해 전 의회의장 델핌 네베스와 과거에 쿠데타를 시도한 적이 있던 군 장교 등 4명이 쿠데타를 시도했으나 정부가 이를 저지했으며 쿠데타를 일으킨 자들을 모두 체포했다고 발표했다.
현역 군인 12명이 쿠데타에 가담했으며 쿠데타를 일으키는 과정에서 총격전이 발생해 4명이 사망했다. 또한 트로보아다는 이미 해체되었던 남아프리카 공화국의 버펄로 대대의 전사들이 쿠데타에 연루되었으며 총격전의 와중에 사망한 아를레시오 코스타는 주도자급 인물이라고 주장했다.
쿠데타를 계획한 이들은 조국의 가난을 이유로 정부 전복을 꾀했다고 말했다.
한편, 전직 총리 조르즈 봄 제주스는 12월 6일 독일의 언론사인 독일의 소리와의 인터뷰에서 갓 출범한 정부가 이 쿠데타 미수 사건을 야당을 탄압하기 위한 도구로 사용할 것이라고 우려를 표했다.

## 같이 보기
- 상투메 프린시페의 역사
- 1995년 상투메 프린시페 쿠데타 미수
- 2003년 상투메 프린시페 쿠데타 미수